# Davis Motorcar Company

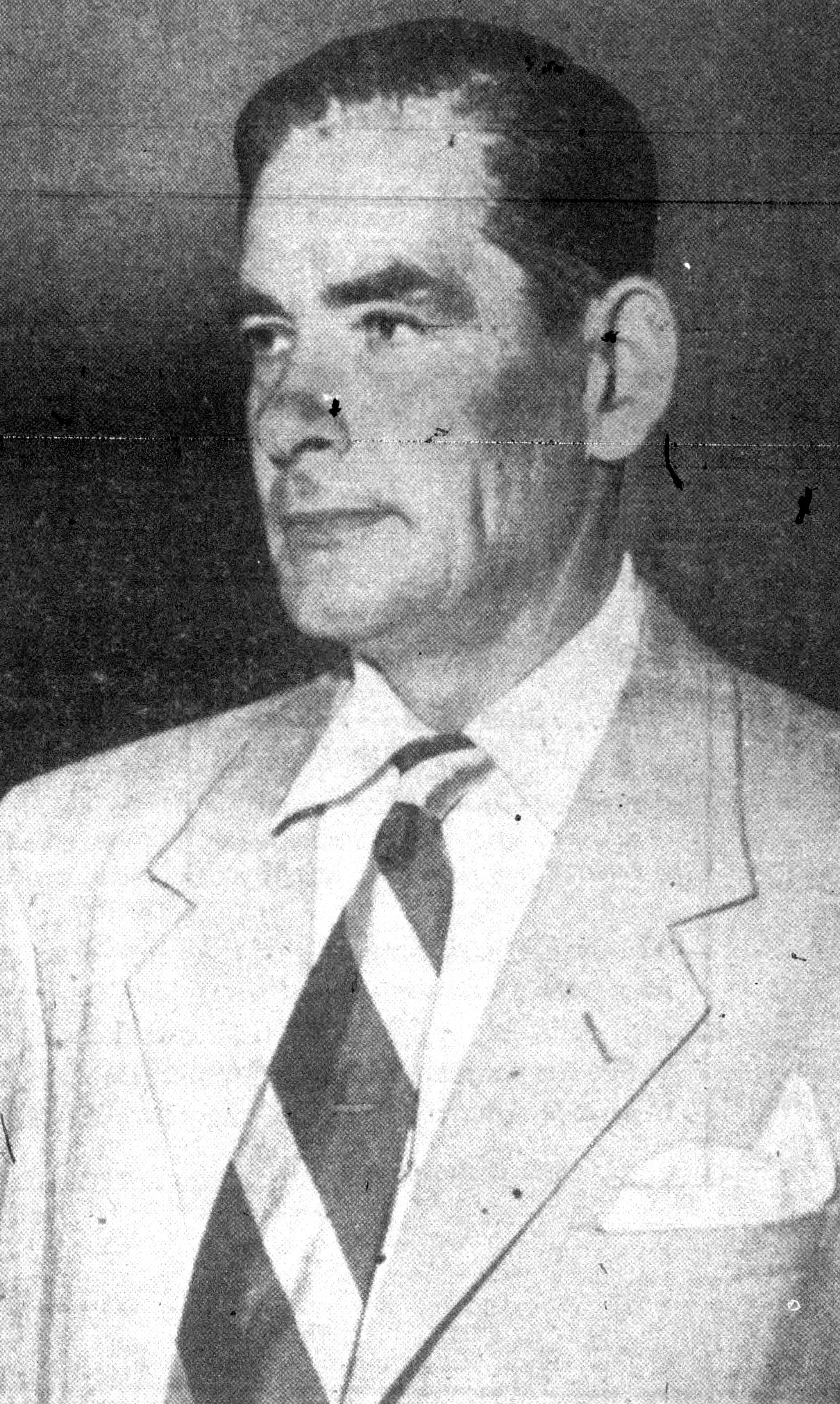
Gary Davis, charyzmatyczny założyciel firmy i skazany oszust

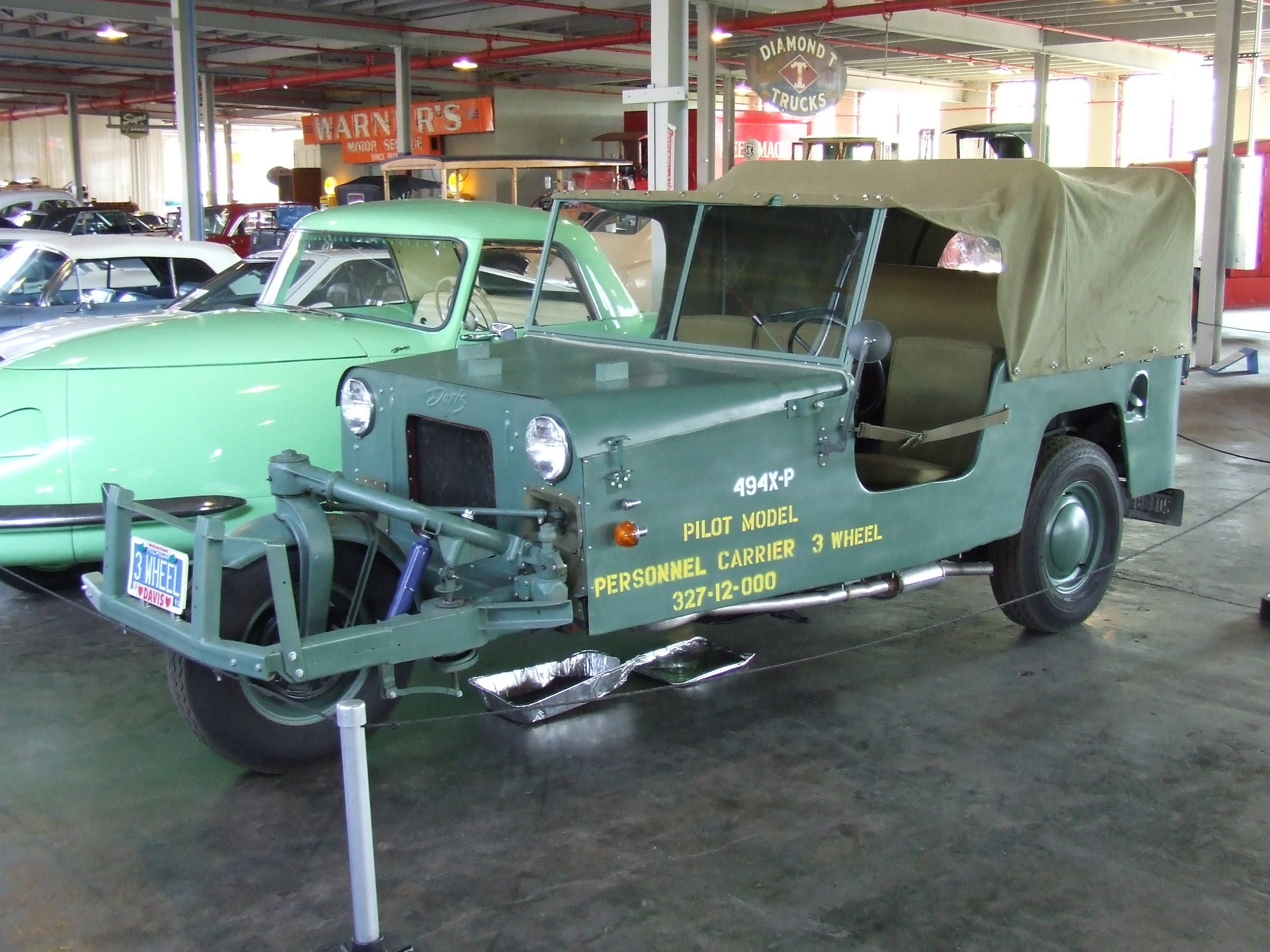
Davis 494

Davis Motorcar Company – amerykański producent trójkołowych samochodów osobowych, z siedzibą w Van Nuys, działający w latach 1947–1948.

## Historia

### Początki
Tuż przed II wojną światową Gary Davis, sprzedawca samochodów używanych z Evansville w Indianie przeprowadził się do Kalifornii, by kontynuować biznes. Gdy nastała wojna, przeszedł na prowadzenie placu dla używanych samochodów, by po jej końcu rozpocząć realizację swoich ambitnych planów wkroczenia do budowania własnych samochodów. Jako przygotowanie do tego Davis potraktował rozpoczęcie budowania kontaktów i renomy jako rzekomego producenta pojazdów na zamówienie dla najbogatszych, by wreszcie kupić nietypowy prototyp trójkołowego samochodu sportowego zbudowanego przez projektanta Franka Kurtisa dla kalifornijskiego milionera, Joela Thorne’a. W 1947 roku powstało Davis Motorcar Company, a następnie kupiono dawne zakłady produkcji samolotów w Van Nuys, gdzie zbudowano serię próbnych prototypów: Baby i Delta.

### Davis Divan
Przełomowym momentem było rozwinięcie koncepcji trójkołowego samochodu, czego rezultatem był model Divan, który zadebiutował jeszcze w roku powstania firmy, w sierpniu 1947. Wówczas Gary Davis przeszedł do działań promocyjnych, przygotowując prospekty i zachęcając do zainwestowania w młodą, rzekomo perspektywiczną firmę. Produkcja seryjna miała rozpocząć się w 1948 roku, a zarówno zakupem, jak i pośredniczeniem w sprzedaży samochodu było wielu klientów. Przełożyło się to na zabezpieczenie 1,2 miliona dolarów od potencjalnych franczyzobiorców, z obietnicami dużego popytu odzwierciedlonego roczną produkcją wynoszącą ok. 40 tysięcy samochodów. Popularność projektu budowało zainteresowanie mediów, na czele z magazynem Motor Trend.

### Oszustwo i upadłość
Nim przedsięwzięcie okazało się być napompowane pozbawionymi pokrycia obietnicami, a seryjna produkcja Divana nie rozpoczęła się w wyznaczonym terminie z powodu braku środków (kończąc się tylko na 17 zbudowanych egzemplarzach), Gary Davis próbował uratować wiarygodność u kontrahentów pozyskaniem funduszy u sektora publicznego. W 1949 roku zbudował on terenowego trójkołowca 494 dla amerykańskiej armii, z powodzeniem dostarczając trzy próbne sztuki na testy. Wojskowi odrzucili pojazd za niepewne prowadzenie, zgadzając się jednak na złożenie zamówienia na jedną sztukę do celów użytku administracyjnego. Zapytanie to nie spotkało się z odpowiedzią, ponieważ Davis Motorcar Company zostało zamknięte przez organy federalne. Było to skutkiem trwającego przez ostatni rok działalności śledztwa o oszustwo, które ostatecznie udowodniono Gary’emu Davisowi w formie 28 zarzutów, skazując go na 2 lata więzienia.

## Modele samochodów

### Historyczne
- Divan (1947–1948)

### Studyjne
- Davis 494 (1949)